# HD 131399
HD 131399 é um sistema estelar múltiplo na constelação de Centaurus. A estrela primária tem uma magnitude aparente visual de 7,08, sendo portanto invisível a olho nu. Com base em medições de paralaxe, o sistema está localizado a aproximadamente 333 anos-luz (102 parsecs) da Terra.
Este é um sistema estelar jovem, com uma idade estimada de 20 milhões de anos, formado por quatro estrelas. A estrela primária é uma estrela de classe A da sequência principal, e possui uma companheira próxima detectada pelo espectro do sistema, e um segundo par de estrelas mais afastado orbita esse par central. Em 2016, um possível planeta extrassolar foi observado no sistema, mas observações mais recentes sugerem que ele é na verdade uma estrela de fundo.

## Sistema estelar
HD 131399 é um sistema múltiplo composto por quatro estrelas em configuração hierárquica. A partir de medições de paralaxe pelo satélite astrométrico Gaia, calcula-se que o sistema esteja a uma distância de 102,1 ± 0,7 parsecs (333,0 ± 2,3 anos-luz) da Terra, um valor intermediário entre a medição menos precisa do satélite Hipparcos (98 ± 7 parsecs) e uma estimativa indireta baseada em modelamento espectral (108 ± 4 parsecs). O movimento próprio e distância do sistema indicam que ele é membro do subgrupo Centaurus Superior-Lupus da associação Scorpius–Centaurus, uma associação de estrelas com a mesma origem e movimento pelo espaço. O grupo tem uma idade de 16 ± 7 milhões de anos, que é portanto considerada a idade de HD 131399, o que indica que este é um sistema bastante jovem.
A estrela primária do sistema, HD 131399 A, é uma estrela de classe A da sequência principal com um tipo espectral de A1V e uma massa de aproximadamente duas vezes a massa solar. Com um raio cerca de 50% maior que o raio solar, a estrela está brilhando com 15 vezes a luminosidade solar a uma temperatura efetiva de 9 200 K. A estrela parece estar evoluindo para uma estrela Am, o que é evidenciado por sua baixa velocidade de rotação projetada de 26 km/s e por uma alta concentração de elementos mais pesados que o cálcio. A baixa velocidade de rotação medida pode, em parte, ser causada também por um ângulo de inclinação pequeno.
Medições precisas da velocidade radial de HD 131399 A, obtidas pelo espectrógrafo HARPS, revelaram que a estrela é uma binária espectroscópica de linha única, possuindo uma estrela companheira de baixa massa em uma órbita curta com um período de 9,93 dias, um semieixo maior de 0,12 UA e uma alta excentricidade de 0,49. Essa estrela tem uma massa mínima de 50% da massa solar, mas massas maiores que 80% da solar são consideradas improváveis, pois o espectro da estrela companheira seria observável nesse caso.
A uma separação de cerca de 3,2 segundos de arco do componente A está as outras duas estrelas do sistema, HD 131399 B e C, que formam um par binário próximo separado por 7,5 UA. A partir de medições astrométricas desde o início do século 20, estima-se que a órbita do par BC em torno de A tenha um período de aproximadamente 3600 dias, semieixo maior de 350 UA e excentricidade de 0,1. Com magnitudes aparentes de 8,5 e 10,1 na banda K, estima-se que HD 131399 B e C sejam estrelas anãs de tipo espectral G e K com massas de 0,96 e 0,6 vezes a massa solar respectivamente.

## Possível sistema planetário
Estrelas jovens são alvos atraentes para buscas por objetos sub-estelares por imagens diretas, pois objetos de baixa massa perdem luminosidade conforme envelhecem. Assim, o sistema HD 131399 foi incluído em um programa de observação com o instrumento SPHERE do Very Large Telescope, no Observatório Europeu do Sul. As imagens obtidas revelaram um objeto, nomeado HD 131399 Ab, a uma separação de 0,84 segundos de arco da primária, ou 82 UA, apenas um quarto da distância até o par BC. Assumindo que ele seja um objeto real pertencente ao sistema, ele é um planeta extrassolar com uma massa de 4 ± 1 massas de Júpiter, tipo espectral de T2–T4 e temperatura efetiva de 850 ± 50 K. O estudo foi publicado em 2016 na revista Science.
Um estudo mais recente, baseado em novas observações pelo Gemini Planet Imager, SPHERE e NIRC-2 (no Telescópio Keck), e uma reanálise dos dados antigos do SPHERE, concluiu que HD 131399 Ab é na verdade um objeto de fundo, não relacionado com o sistema HD 131399. As observações fotométricas e espectroscópicas do objeto são consistentes com uma anã de classe K ou M localizada a uma distância de milhares de parsecs, muito mais distante que HD 131399. Os dados astrométricos mostraram que o objeto tem um movimento próprio significativo de 12,3 mas/a, mas mesmo assim baixo demais para estar relacionado ao sistema.